# Waiting for a Girl Like You
Waiting for a Girl Like You is een nummer van de Amerikaans-Britse rockband Foreigner. Het is de tweede single van hun vierde studioalbum 4 uit 1981. Op 2 oktober dat jaar werd het nummer eerst in de VS en Canada op single uitgebracht. In februari 1982 volgden Europa, Australië, Nieuw-Zeeland en Zuid-Afrika.

## Achtergrond
De single is afwijkend van eerdere van Foreigner. Hoewel de band eerder vooral uptempo rockmuziek liet horen, is "Waiting for a Girl Like You" een rustiger liefdeslied met de energie van een power ballad. De dan nog relatief onbekende Thomas Dolby verzorgt de synthesizermelodie op het nummer.
De single werd wereldwijd een hit en bracht in thuisland de Verenigde Staten maar liefst tien weken door op de nummer 2-positie van de Billboard Hot 100 en kan daarmee in de Verenigde Staten de grootste hit die geen nummer 1-positie behaalde genoemd worden. In het Verenigd Koninkrijk bereikte de plaat de 8e positie in de UK Singles Chart. In Canada werd de 2e positie bereikt, in Ierland de 3e, evenals in Australië, de 16e in Nieuw-Zeeland, Duitsland de 29e, Oostenrijk de 16e en Zuid-Afrika de 14e.
In Nederland was de plaat op vrijdag 15 januari 1982 Veronica Alarmschijf op Hilversum 3 en werd een radiohit in de destijds drie landelijke hitlijsten op de nationale publieke popzender. De plaat bereikte de 16e positie in de Nederlandse Top 40, de 14e positie in de TROS Top 50 en de 13e positie in de Nationale Hitparade. In de Europese hitlijst op Hilversum 3, de TROS Europarade, werd géén notering behaald.
In België bereikte de plaat de 17e positie in de Vlaamse Radio 2 Top 30 en de 18e positie in de voorloper van de Vlaamse Ultratop 50. In Wallonië werd géén notering behaald.
In de sinds december 1999 jaarlijks uitgezonden NPO Radio 2 Top 2000 van de Nederlandse publieke radiozender NPO Radio 2, stond de plaat t/m de editie van 2015 in de lijst met als hoogste notering een 886e positie in 2001.

## NPO Radio 2 Top 2000
| Nummer met noteringen in de NPO Radio 2 Top 2000 | '99  | '00  | '01 | '02  | '03  | '04  | '05  | '06  | '07  | '08  | '09 | '10  | '11 | '12  | '13  | '14  | '15  |
| ------------------------------------------------ | ---- | ---- | --- | ---- | ---- | ---- | ---- | ---- | ---- | ---- | --- | ---- | --- | ---- | ---- | ---- | ---- |
| Waiting for a Girl Like You                      | 1043 | 1015 | 886 | 1145 | 1000 | 1356 | 1498 | 1703 | 1945 | 1519 | -   | 1727 | -   | 1586 | 1912 | 1826 | 1884 |

1. ↑  Een '-' betekent dat het nummer niet was genoteerd en een vetgedrukt getal geeft de hoogste notering aan.
2. ↑  Deze tabel is bijgewerkt tot en met de laatste editie (2024).